# Assurandørernes Hus
Assurandørernes Hus, også kaldet Forsikringens Hus, er en bygning, der ligger på Amaliegade 10 i i Frederiksstaden i København. 
Bygningen er opført for Assurandør-Societetet i 1960 og tegnet af arkitekterne Ejner Graae og Henning Helger. Tidligere lå teatret Casino på stedet.
|  | Denne artikel om en bygning eller et bygningsværk kan blive bedre, hvis der indsættes et (bedre) billede. Du kan hjælpe ved at afsøge Wikimedia Commons for et passende billede eller lægge et op på Wikimedia Commons med en af de tilladte licenser og indsætte det i artiklen. |

55°40′56.57″N 12°35′31.7″Ø / 55.6823806°N 12.592139°Ø